# Majacznyj (obwód orenburski)
Majacznyj (ros. Маячный) – osiedle w Rosji, w obwodzie orenburskim, w rejonie kuwandyckim. W 2010 liczyło 538 mieszkańców.